# Acodia pelochroa
Acodia pelochroa là một loài bướm đêm trong họ Geometridae.